# SN 1997dc
SN 1997dc – supernowa typu Ib odkryta 5 sierpnia 1997 roku w galaktyce NGC 7678. W momencie odkrycia miała maksymalną jasność 18,30m.